# Kimberly-Clark
Kimberly-Clark Corporation je nadnárodní korporace se sídlem v texaském Irvingu. Zaměřuje se na výrobu potřeb pro osobní hygienu, jejími známými značkami jsou papírové kapesníky Kleenex, toaletní papír Cottonelle, menstruační vložky a tampony Kotex, menstruační kalhotky Thinx, plenky Huggies, inkontinenční pomůcky Depend a laboratorní ubrousky KimWipes.

## Historie
Firmu založili roku 1872 v Neenah (stát Wisconsin) John A. Kimberly, Charles B. Clark, Havilah Babcock a Franklyn C. Shattuck pod názvem Kimberly, Clark and Co. Zpočátku se zabývala výrobou papíru a její hlavní továrna byla v nedalekém The Cedars, přejmenovaném roku 1889 na Kimberly. Za první světové války vyráběla firma obvazy pro armádu z náhražky bavlny nazvané Cellucotton a po válce použila tento materiál pro menstruační vložky značky Kotex. V letech 1926 až 1991 se na papíře od Kimberly-Clark tiskly The New York Times. Rodina Kimberleyů vlastnila v kalifornském San Bernardino County reprezentační sídlo Kimberly Crest, z něhož se stalo muzeum zařazené na National Register of Historic Places.
Roku 1929 společnost vstoupila se svými akciemi na New York Stock Exchange. Po druhé světové válce expandovala do zahraničí (Mexiko, západní Evropa). Zřídila také vlastní flotilu letadel sloužících pro rychlou přepravu firemních manažerů mezi pobočkami, z níž vznikla v roce 1984 letecká společnost Midwest Airlines. Od roku 1985 se hlavní sídlo společnosti nachází v Las Colinas na předměstí Irvingu. V roce 1995 Kimberly-Clark odkoupila významného konkurenta na trhu s toaletním papírem Scott Paper Company a od roku 1997 vlastní také výrobce chirurgických roušek Tecnol Medical Products. Součástí společnosti se stala i švýcarská Attisholz-Gruppe, italská Linostar a polská Klucze. V roce 2004 se osamostatnila výroba papíru pod značkou Neenah, Inc.

## Hospodářské výsledky
Firma Kimberly-Clark působí ve více než 150 zemích a má 38 000 zaměstnanců. Je zařazena na seznam Fortune 500 a její výnos za rok 2024 byl dvacet miliard dolarů. Generálním ředitelem je od roku 2019 Michael D. Hsu. Hlavními majiteli akcií jsou investiční společnosti jako BlackRock nebo Vanguard Group. Na českém území se nacházejí provozy v Jaroměři a Litovli.

## Kontroverze
Organizace Greenpeace ve své kampani Kleercut kritizovala Kimberly-Clark za kácení kanadských lesů. V roce 2009 došlo k dohodě, při níž firma přijala zásady udržitelného hospodaření a Greenpeace na oplátku zastavila akce proti ní.